# Línea 11 (Tucumán)
La Línea 11 es una línea de colectivos urbana de San Miguel de Tucumán, Tucumán, Argentina. Esta es operada por Turismo Soliver S.R.L. y conecta el sur y norte de la capital.

## Recorrido

### Ramal Barrio 11 de Marzo[1][2]
Av. San Ramón y Av. de Circunvalación, Av. San Ramón, Wellington de la Rosa, B. Villafañe, Alfonsina Storni, Av. J. B. Justo, López y Planes, L. F. Nougués, Av. Gob. Del Campo, Av. Avellaneda, Santiago del Estero, Salta, Jujuy, Magallanes, Bernabé Aráoz, Olleros, Av. Alem, Lavaisse, Próspero Mena, Inca Garcilaso, Amador Lucero, Benigno Vallejo, Pellegrini, Juan Padros, Libertad, Inca Garcilaso, Pje. O ̈Higgins, Lavaisse, Av. Alem, Olleros, La Rioja, Magallanes, Jujuy, Matheu, Ayacucho, San Lorenzo, La Rioja, Catamarca, San Juan, Av. Avellaneda, Av. Gdor. del Campo, Juan Posse, Blas Parera, Av. J. B. Justo, Alfonsina Storni, B. Villafañe, Wellington de la Rosa, Av. San Ramón hasta Av. de Circunvalación (Bº Señaleros).

### Ramal Villa Angelina[3][4]
Alfonsina Storni y Av. J. B. Justo, por esta hasta López y Planes, L. F. Nougués, Av. Gdor. del Campo, Av. Avellaneda, Santiago, Salta, Jujuy, López Mañan, 9 de Julio, Cangallo, Jujuy, Gdor. Lázaro Barbieri, Buenos Aires, Dardo Molina, 9 de Julio, Pje. 95/10 S.O., Congreso, Pje. 99/10 S.O., 9 de Julio, Gaspar Lasalle, Jujuy, Cangallo, 9 de Julio, López Mañan, Jujuy, Matheu, Ayacucho, San Lorenzo, Av. Sáenz Peña, Av. Avellaneda, Av. Gdor. del Campo, Juan Posse, Blas Parera, Av. J. B. Justo, Alfonsina Storni. (todos los refuerzos regresan por Jujuy, Av. Democracia).

## Lugares de Interés
- Cementerio del Norte
- Estadio Humberto Rizza
- Hospital Centro de Salud
- Plaza San Martín
- Plaza Los Decididos de Tucumán
- Hospital de Niños